# Cryncus illubabori
Cryncus illubabori är en insektsart som beskrevs av Andrej Vasiljevitj Gorochov 1990. Cryncus illubabori ingår i släktet Cryncus och familjen syrsor. Inga underarter finns listade i Catalogue of Life.